# Tuinen (Leeuwarden)
De Tuinen is een straat in het centrum van Leeuwarden in de Nederlandse provincie Friesland. De Tuinen bestaat uit twee gedeelten gescheiden door het water "Het Vliet". Het ene gedeelte loopt vanaf de Voorstreek tot aan de Oosterkade. En het andere gedeelte loopt vanaf het Voorstreek tot aan de "Nieuwekade". Zijstraat van de Tuinen is de Turfmarkt. De straat is ongeveer 170 meter lang. Aan de Tuinen liggen tal van gemeentelijke- en rijksmonumentale panden.

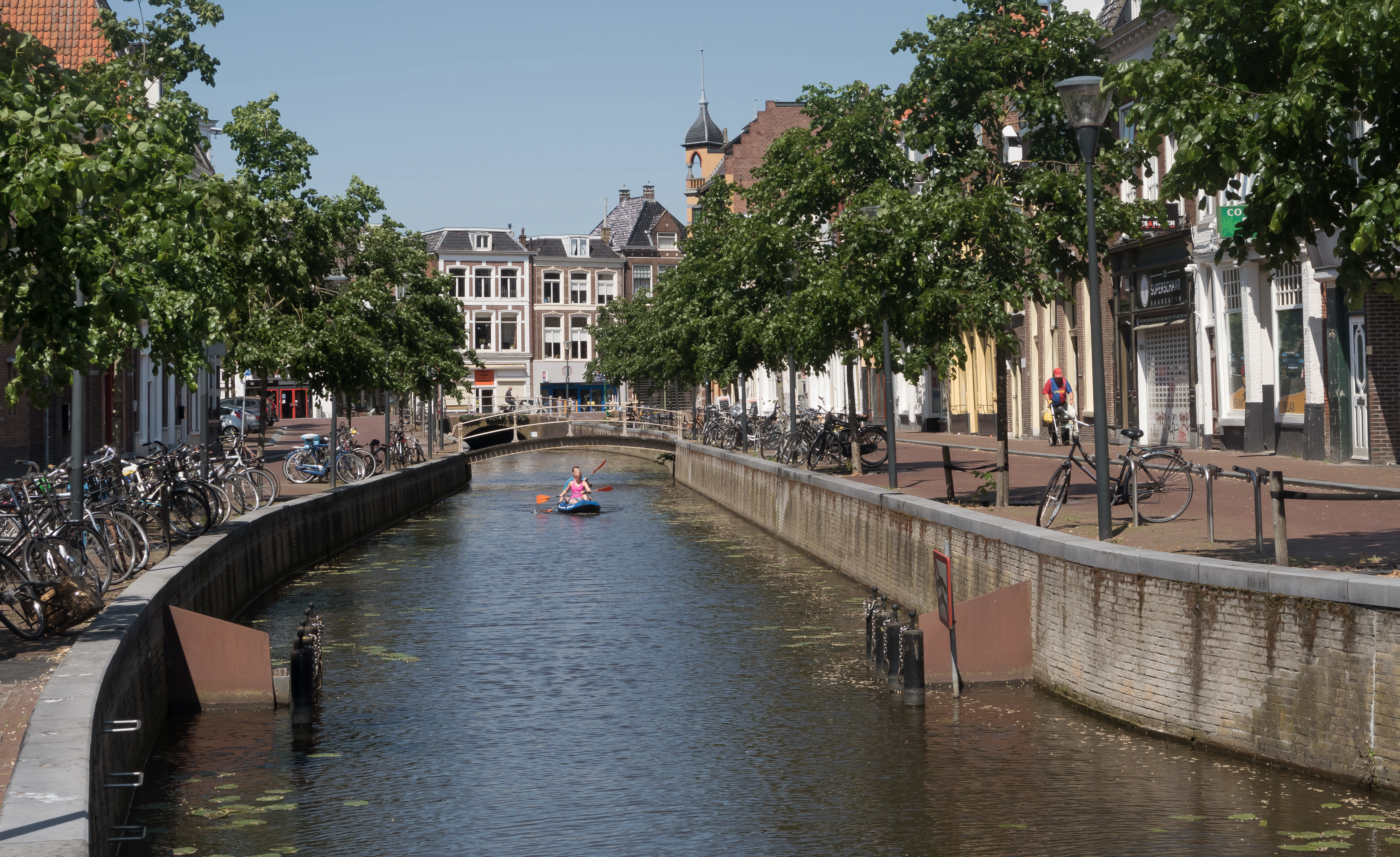
Zicht op Het Vliet en De Tuinen

## Trivia
- Sinds 1920 bevindt zich aan de Tuinen het Leger des Heils voor dagopvang van dak- en thuislozen.[1][2]